# 舊塞布魯克 (康乃狄克州)
舊塞布魯林（英語：Old Saybrook）是一個位於美國康乃狄克州米德爾塞克斯縣的城鎮。

## 地理
舊塞布魯林的座標為41°17′38″N 72°22′57″W / 41.29389°N 72.38250°W，而該地的平均海拔高度為12米（即39英尺）。

## 人口
根據2010年美國人口普查的數據，舊塞布魯林的面積為55.90平方千米，當中陸地面積為48.90平方千米，而水域面積為15.00平方千米。當地共有人口10240人，而人口密度為每平方千米183.18人。